# Рёйкен
Рёйкен (норв. Røyken) — коммуна в губернии Бускеруд в Норвегии. Административный центр коммуны — город Мидтбюгда. Официальный язык коммуны — букмол. Население коммуны на 2007 год составляло 18 231 чел. Площадь коммуны Рёйкен — 112,86 км², код-идентификатор — 0627.

## История населения коммуны
Население коммуны за последние 60 лет.

Статистика коммуны Рёйкен